# Tsantsabane
Tsantsabane (officieel Tsantsabane Local Municipality) is een gemeente in het Zuid-Afrikaanse district ZF Mgcawu.
Tsantsabane ligt in de provincie Noord-Kaap en telt 35.093 inwoners.

## Hoofdplaatsen
Tsantsabane is op zijn beurt nog eens verdeeld in 5 hoofdplaatsen (Afrikaans: nedersettings) en de hoofdstad van de gemeente is de hoofdplaats Postmasburg.
- Glosam
- Goedgedacht
- Groenwater
- Postmasburg
- Tsantsabane NU